# Ігрунов В'ячеслав Володимирович
В'ячеслав Володимирович Ігрунов (28 жовтня 1948 в селі Черниці, Новоград-Волинський район, Житомирська область Україна) —  російський політичний діяч, учасник дисидентського руху. Депутат Державної думи першого-третього скликань. 20 жовтня 2007 обраний заступником голови Загальноросійського громадського руху «Союз соціал-демократів».

## Біографія

### Дисидентство
З 1965 займається політичною діяльністю. Організатор нелегального марксистського гуртка, в якому обговорювалися питання перетворення радянського суспільства. Вивчав економіку в Одеському інституті народного господарства (1969—1973), був відрахований за політичну діяльність за рік до закінчення.
Створив першу і єдину в СРСР бібліотеку непідцензурної літератури в Одесі, з групою однодумців, збираючи туди твори класиків початку століття, заборонені книги радянських і емігрантських письменників, а також самвидав. Бібліотека до кінця 1970-х років функціонувала в дюжині міст СРСР (у ній замовляли книги жителі Москви, Ленінграда, Риги, Києва) і мала дві невеликі філії — у Запоріжжі та Новосибірську. На початку 1970-х років брав участь у розробці комплексної програми демократичних і ринкових реформ.
1 березня 1975 було заарештовано за звинуваченням «у зберіганні, виготовленні та розповсюдженні наклепницьких матеріалів про радянський суспільний і державний лад». Відмовився брати участь у слідстві. Був направлений на психіатричну експертизу спочатку в одеську психіатричну лікарню, де комісія, незважаючи на сильний тиск КДБ, відмовилася дати висновок про осудність «зважаючи на складну структури особистості». Потім був переведений в Інститут психіатрії ім. Сербського (Москва), де провів два місяці — там йому був поставлений діагноз «в'ялотекуча шизофренія» і було рекомендовано лікування в спеціальній психіатричній лікарні. Через міжнародні протести був знову оглянутий безпосередньо в слідчому ізоляторі, після чого рекомендація була змінена на більш м'яку — утримання в лікарні загального типу. Велику роль у тому, що Ігрунов не був відправлений у спецпсихлікарні і потім відносно швидко звільнений, відіграла широкий розголос його справи на Заході, активність А. Д. Сахарова, Н. Є. Горбаневської і ряду інших діячів правозахисного руху.
Після суду, що відбувся в Одесі (1-13 березня, ХТМ № 40-44), був направлений на лікування в психіатричну лікарню, де перебував до початку 1977.
У 1980 — листоноша 74-го відділення зв'язку Київського вузла зв'язку Одеського поштамту. У 1980—1982 — сторож (контролер КПП воєнізованої охорони Науково-дослідного технологічного інституту «Темп») в Одесі, був звільнений з роботи як дисидент. У 1983—1987 — технік, інженер, майстер, старший майстер Одеського об'єднання «Точмаш».

### Громадський діяч
У 1987—1988 позаштатний кореспондент редакції бюлетеня «Вік XX і світ» у Москві. У 1987 був одним з ініціаторів створення товариства «Меморіал». Засновник і учасник кількох клубів — КСІ (Клубу соціальних ініціатив — в той час першого реально діючого політичного клубу Москви), «Перебудова», «Перебудова-88». У 1988—1991 — начальник відділу соціальних проектів Науково-технічного кооперативу «Перспектива».
У 1988 став одним із засновників і фактичним керівником Московського бюро інформаційного обміну (М-БІО) — одного з перших недержавних дослідницьких центрів (займався збором матеріалів самвидаву, випуском власних самвидавського газет, журналів, бюлетенів). З 1990 — директор Інституту гуманітарно-політичних досліджень (ІГПІ), створеного на основі М-БІО.
Брав участь у багатьох громадських ініціативах. У 1989 — ініціатор створення Вищих соціологічних курсів Радянської соціологічної асоціації. В 1990 — один із засновників і співголова Комітету допомоги біженцям і переселенцям «Громадянське сприяння». У 1990—1992 — директор науково-дослідного центру Асоціації «Соціальні програми».
У 1992—1993 був начальником Інформаційно-аналітичного центру Державного комітету РФ з національної політики.

### Партія «Яблуко»
У 1993 — один з творців блоку «Яблуко». У 1995—2001 входив до складу бюро Центральної ради, очолював комісію з партбудівництва і роботі з регіональними організаціями. У 1996—2000 був заступником голови «Яблука». Очолював московську організацію «Яблука».
У 1994—1995 депутат Державної думи Росії першого скликання, обраний за списком «Яблука». Заступник голови Комітету у справах Співдружності Незалежних Держав і зв'язкам зі співвітчизниками.
У 1996—1999 — депутат Державної думи другого скликання, обраний за списком «Яблука». Заступник голови Комітету у справах Співдружності Незалежних Держав і зв'язків зі співвітчизниками, голова підкомітету з гуманітарних, соціальних питань, питань культури, науки та екології.
Був керівником виборчої кампанії об'єднання «Яблуко» на виборах до Державної думи 1999, головним редактором газети «Московське Яблуко».
У 2000—2003 — депутат Державної думи третього скликання, обраний за списком «Яблука». Заступник голови Комітету у справах Співдружності Незалежних Держав та зв'язків зі співвітчизниками.

### Партія СЛОН
Восени 2001 вийшов з «Яблука», заявивши, що партія перетворилася в «команду обслуговування нереалізованих амбіцій однієї людини» (мав на увазі Г. О. Явлінського). З листопада 2002 — голова партії СЛОН («Союз людей за освіту та науку»), яка виникла в жовтні 2002 р. фактично в результаті відділення від партії «Яблуко» групи прихильників В. В. Ігрунова. Партія зареєстрована Мін'юстом 24 червня 2003 (реєстраційний № 4260), а 29 серпня 2003 були зареєстровані 47 регіональних відділень СЛОНа, що дозволило партії самостійно брати участь у виборах.
Очолював її список на думських виборах 2003 (партія отримала 0,2 % голосів виборців). У програмі партії сказано, що вона «створюється як об'єднання прихильників сталого розвитку країни на основі використання інноваційних технологій, переведення економіки і суспільного життя Росії в якісно новий стан шляхом мобілізації інтелектуального потенціалу російського народу». Втратила офіційну реєстрацію на початку 2007 року через недостатню законодавству чисельність.
В даний час В. В. Ігрунов — директор Інституту гуманітарно-політичних досліджень.
З 2001 — керівник Громадської ради українсько-російського співробітництва.